# N,N-Диэтилформамид
N,N-диэтилформамид (ДЭФА) — полярный апротонный растворитель с удобным интервалом существования в жидком состоянии. При нормальных условиях прозрачная вязковатая жидкость практически без запаха. В целом очень напоминает ДМФА
Практическое использование N,N-диэтилформамида ограничено достаточно высокой стоимостью, сложностью очистки и сложностями при удалении из реакционной смеси.

## Безопасность
Раздражает слизистую оболочку глаз, дыхательные пути, а также кожу. При попадании в глаза смыть большим количеством воды.